# Liste der Nobelpreisträgerinnen
Die Nobelpreise werden seit 1901 jährlich durch die Königlich Schwedische Akademie der Wissenschaften, das Karolinska-Institut, die Schwedische Akademie und das Norwegische Nobelpreiskomitee vergeben. Die Auszeichnung wurde mit Ausnahme des Preises für Wirtschaftswissenschaften vom schwedischen Erfinder und Industriellen Alfred Nobel gestiftet. Der Preis für Wirtschaftswissenschaften wurde von der Schwedischen Reichsbank im Gedenken an Alfred Nobel gestiftet. Verliehen wird sie an Personen und Organisationen für herausragende Leistungen auf den Gebieten Physik, Chemie, Physiologie oder Medizin, Literatur, Frieden sowie Wirtschaftswissenschaften.

## Statistik
Bis einschließlich 2024 wurden die eigentlichen Nobelpreise an 819 Männer, 64 Frauen und 31 Organisationen verliehen, der Wirtschaftspreis an 95 Männer und drei Frauen (ohne Mehrfachnennung).
Die erste Nobelpreisträgerin war die Physikerin und Chemikerin Marie Curie, die 1903 den Preis in der Kategorie Physik, zusammen mit ihrem Ehemann Pierre Curie und Henri Becquerel, erhielt. Marie Curie war auch die bislang einzige Frau, die zwei Nobelpreise bekam: 1911 wurde sie mit dem Nobelpreis für Chemie geehrt. 24 Jahre später erhielt ihre Tochter Irène Joliot-Curie den Nobelpreis in derselben Kategorie, als erst zweite Frau in einer naturwissenschaftlichen Disziplin. Damit sind Marie Curie und Irène Joliot-Curie das bislang einzige Mutter-Tochter-Gespann unter den Preisträgerinnen.
Bertha von Suttner war 1905 die erste Frau, die einen Nobelpreis – für Frieden – alleine erhielt.
19-mal wurde eine Frau mit einem Nobelpreis in der Kategorie Frieden, 18-mal mit dem Literaturnobelpreis, 12-mal in der Kategorie Physiologie oder Medizin, 7-mal in der Kategorie Chemie und 4-mal in der Kategorie Physik ausgezeichnet. Den Gedächtnispreis für Wirtschaftswissenschaften haben bislang drei Frauen erhalten. Vier Nobelpreise und der Wirtschaftspreis gingen im Jahr 2009 an Frauen, die höchste Anzahl von Auszeichnungen für Frauen in einem einzigen Jahr.

## Preisträgerinnen
| Jahr | Person                                   | Land | Kategorie                | Begründung für die Preisvergabe | Bild                        |
| ---- | ---------------------------------------- | --- | ------------------------ | --- | --------------------------- |
| 1903 | Marie Curie (1867–1934)                  | Frankreich (geboren in Warschau, damals Kongresspolen bzw. Russland)                                             | Physik                   | „als Anerkennung des außerordentlichen Verdienstes, den sie sich durch ihre gemeinsamen Arbeiten über die von H. Becquerel entdeckten Strahlungsphänomene erworben haben“ | Marie Curie                 |
| 1905 | Bertha von Suttner (1843–1914)           | Österreich (geboren in Prag, damals Österreich)                                                                  | Frieden                  | Keine Begründung; ihr Lebenswerk, Roman Die Waffen nieder!, „Permanent International Peace Bureau“, regte Nobel, dessen Privatsekretärin sie für kurze Zeit war, vermutlich zur Stiftung des Friedensnobelpreises an | Bertha von Suttner          |
| 1909 | Selma Lagerlöf (1858–1940)               | Schweden | Literatur                | „auf des edlen Idealismus, des Phantasiereichtums und der seelenvollen Darstellung, die ihre Dichtung prägen“ | Selma Lagerlöf              |
| 1911 | Marie Curie (1867–1934)                  | Frankreich (geboren in Warschau, damals Kongresspolen bzw. Russland)                                             | Chemie                   | „als Anerkennung des Verdienstes, das sie sich um die Entwicklung der Chemie erworben hat durch die Entdeckung der Elemente Radium und Polonium, durch die Charakterisierung des Radiums und dessen Isolierung in metallischem Zustand und durch ihre Untersuchungen über die Natur und die chemischen Verbindungen dieses wichtigen Elements“ | Marie Curie                 |
| 1926 | Grazia Deledda (1871–1936)               | Königreich Italien (geboren in Nuoro, Sardinien)                                                                 | Literatur                | „für ihre von hohem Idealismus getragene Verfasserschaft, die mit Anschaulichkeit und Klarheit das Leben ihrer väterlichen Herkunft schildert und allgemeinmenschliche Probleme mit Tiefe und Wärme behandelt“ (verliehen 1927) | Grazia Deledda              |
| 1928 | Sigrid Undset (1882–1949)                | Norwegen (geboren in Kalundborg, Dänemark)                                                                       | Literatur                | „vornehmlich für ihre mächtigen Schilderungen aus dem mittelalterlichen Leben des (skandinavischen) Nordens“ | Sigrid Undset               |
| 1931 | Jane Addams (1860–1935)                  | Vereinigte Staaten                                                                                               | Frieden                  | Keine Begründung; Präsidentin der „Women’s International League for Peace and Freedom“ | Jane Addams                 |
| 1935 | Irène Joliot-Curie (1897–1956)           | Frankreich | Chemie                   | „für ihre gemeinsam durchgeführten Synthesen von neuen radioaktiven Elementen“ (mit ihrem Ehemann Frédéric Joliot-Curie) | Irène Joliot-Curie          |
| 1938 | Pearl S. Buck (1892–1973)                | Vereinigte Staaten                                                                                               | Literatur                | „für ihre reichen und echten epischen Schilderungen aus dem chinesischen Bauernleben und für ihre biographischen Meisterwerke“ | Pearl S. Buck               |
| 1945 | Gabriela Mistral (1889–1957)             | Chile | Literatur                | „für die von mächtigen Gefühlen inspirierte Lyrik, die ihren Dichternamen zu einem Symbol für die ideellen Bestrebungen der ganzen lateinamerikanischen Welt gemacht hat“ | Gabriela Mistral            |
| 1946 | Emily Greene Balch (1867–1961)           | Vereinigte Staaten                                                                                               | Frieden                  | Keine Begründung; Präsidentin der „Women’s International League for Peace and Freedom“ | Emily Greene Balch          |
| 1947 | Gerty Cori (1896–1957)                   | Vereinigte Staaten (geboren in Prag, damals Österreich)                                                          | Physiologie oder Medizin | „für ihre Entdeckung des Verlaufs des katalytischen Glykogen-Stoffwechsels“ | Gerty Theresa Cori          |
| 1963 | Maria Goeppert-Mayer (1906–1972)         | Vereinigte Staaten (geboren in Kattowitz, damals Deutsches Reich)                                                | Physik                   | „für ihre Entdeckung der nuklearen Schalenstruktur“ | Maria Goeppert-Mayer        |
| 1964 | Dorothy Crowfoot Hodgkin (1910–1994)     | Vereinigtes Königreich                                                                                           | Chemie                   | „für ihre Strukturbestimmung biologisch wichtiger Substanzen mit Röntgenstrahlen“ | Dorothy Hodgkin             |
| 1966 | Nelly Sachs (1891–1970)                  | Schweden (geboren in Berlin, Deutsches Reich)                                                                    | Literatur                | „für ihre hervorragenden lyrischen und dramatischen Werke, die das Schicksal Israels mit ergreifender Deutlichkeit interpretieren“ | Nelly Sachs                 |
| 1976 | Betty Williams (1943–2020)               | Vereinigtes Königreich ( Nordirland)                                                                             | Frieden                  | Keine Begründung; Gründerinnen des „Northern Ireland Peace Movement“ (umbenannt in „Community of Peace People“) | Betty Williams              |
| 1976 | Mairead Corrigan (* 1944)                | Vereinigtes Königreich ( Nordirland)                                                                             | Frieden                  | Keine Begründung; Gründerinnen des „Northern Ireland Peace Movement“ (umbenannt in „Community of Peace People“) | Mairead Corrigan            |
| 1977 | Rosalyn Yalow (1921–2011)                | Vereinigte Staaten                                                                                               | Physiologie oder Medizin | „für die Entwicklung radioimmunologischer Methoden der Bestimmung von Peptidhormonen“ | Rita Levi-Montalcini        |
| 1979 | Mutter Teresa (1910–1997)                | Indien (geboren in Üsküp (heute Skopje) im damaligen Osmanischen Reich, jetzt die Hauptstadt von Nordmazedonien) | Frieden                  | Keine Begründung; Gründerin des Ordens „Missionare der Nächstenliebe“ | Mutter Teresa               |
| 1982 | Alva Myrdal (1902–1986)                  | Schweden | Frieden                  | Keine Begründung; Diplomatin und Delegierte der UN-Abrüstungskonferenzen | Alva Myrdal                 |
| 1983 | Barbara McClintock (1902–1992)           | Vereinigte Staaten                                                                                               | Physiologie oder Medizin | „für ihre Entdeckung der beweglichen Strukturen in der Erbmasse“ | Barbara McClintock          |
| 1986 | Rita Levi-Montalcini (1909–2012)         | Italien / Vereinigte Staaten (geboren in Turin, Italien)                                                         | Physiologie oder Medizin | „für ihre Entdeckung des Nervenwachstumsfaktors“ | Rita Levi-Montalcini        |
| 1988 | Gertrude B. Elion (1918–1999)            | Vereinigte Staaten                                                                                               | Physiologie oder Medizin | „für ihre wegweisenden Entdeckungen wichtiger biochemischer Prinzipien der Arzneimitteltherapie“ | Gertrude Belle Elion        |
| 1991 | Nadine Gordimer (1923–2014)              | Südafrika | Literatur                | „für ihre epische Dichtung, die der Menschheit einen großen Nutzen erwiesen hat und durch die tiefen Einblicke in das historische Geschehen dazu beiträgt, dieses Geschehen zu formen“ | Nadine Gordimer             |
| 1991 | Aung San Suu Kyi (* 1945)                | Myanmar | Frieden                  | für ihren Einsatz für die Menschenrechte | Aung San Suu Kyi            |
| 1992 | Rigoberta Menchú (* 1959)                | Guatemala | Frieden                  | für ihren Einsatz für die Menschenrechte insbesondere von Ureinwohnern | Rigoberta Menchú            |
| 1993 | Toni Morrison (1931–2019)                | Vereinigte Staaten                                                                                               | Literatur                | „für ihre literarische Darstellung einer wichtigen Seite der US-amerikanischen Gesellschaft durch visionäre Kraft und poetische Prägnanz“ | Toni Morrison               |
| 1995 | Christiane Nüsslein-Volhard (* 1942)     | Deutschland | Physiologie oder Medizin | „für ihre grundlegenden Erkenntnisse über die genetische Kontrolle der frühen Embryoentwicklung“ | Christiane Nüsslein-Volhard |
| 1996 | Wisława Szymborska (1923–2012)           | Polen | Literatur                | „für ihr Werk, das ironisch-präzise den historischen und biologischen Zusammenhang in Fragmenten menschlicher Wirklichkeit hervortreten lässt“ | Wisława Szymborska          |
| 1997 | Jody Williams (* 1950)                   | Vereinigte Staaten                                                                                               | Frieden                  | für ihre Anstrengungen, gegen Personen gerichtete Minen international zu ächten | Jody Williams               |
| 2003 | Shirin Ebadi (* 1947)                    | Iran | Frieden                  | für ihren Einsatz für Demokratie und die Menschenrechte | Schirin Ebadi               |
| 2004 | Linda B. Buck (* 1947)                   | Vereinigte Staaten                                                                                               | Physiologie oder Medizin | „für die Erforschung der Riechrezeptoren und der Organisation des olfaktorischen Systems“ | Linda B. Buck               |
| 2004 | Elfriede Jelinek (* 1946)                | Österreich | Literatur                | „für den musikalischen Fluss von Stimmen und Gegenstimmen in Romanen und Dramen, die mit einzigartiger sprachlicher Leidenschaft die Absurdität und zwingende Macht der sozialen Klischees enthüllen“ | Elfriede Jelinek            |
| 2004 | Wangari Maathai (1940–2011)              | Kenia | Frieden                  | für ihren Beitrag zu nachhaltiger Entwicklung, Demokratie und Frieden | Wangari Muta Maathai        |
| 2007 | Doris Lessing (1919–2013)                | Vereinigtes Königreich (geboren in Kermānschāh, Iran, damals Persien)                                            | Literatur                | „der Epikerin weiblicher Erfahrung, die sich mit Skepsis, Leidenschaft und visionärer Kraft eine zersplitterte Zivilisation zur Prüfung vorgenommen hat“ | Doris Lessing               |
| 2008 | Françoise Barré-Sinoussi (* 1947)        | Frankreich | Physiologie oder Medizin | „für die Entdeckung des HI-Virus“ | Françoise Barré-Sinoussi    |
| 2009 | Elizabeth Blackburn (* 1948)             | Vereinigte Staaten (geboren in Hobart, Tasmanien, Australien)                                                    | Physiologie oder Medizin | für die Entdeckung, „wie Chromosome durch Telomere und das Enzym Telomerase geschützt werden“ | Elizabeth Blackburn         |
| 2009 | Carol W. Greider (* 1961)                | Vereinigte Staaten                                                                                               | Physiologie oder Medizin | für die Entdeckung, „wie Chromosome durch Telomere und das Enzym Telomerase geschützt werden“ | Carol Greider               |
| 2009 | Ada Yonath (* 1939)                      | Israel | Chemie                   | „für die Studien zur Struktur und Funktion des Ribosoms“ | Ada Yonath                  |
| 2009 | Herta Müller (* 1953)                    | Deutschland (geboren in Nitzkydorf, Banat, Rumänien)                                                             | Literatur                | „die mittels Verdichtung der Poesie und Sachlichkeit der Prosa Landschaften der Heimatlosigkeit zeichnet“ | Herta Müller                |
| 2009 | Elinor Ostrom (1933–2012)                | Vereinigte Staaten                                                                                               | Wirtschaftswissenschaft  | „für ihre Analyse ökonomischen Handelns im Bereich Gemeinschaftsgüter“ | Elinor Ostrom               |
| 2011 | Ellen Johnson Sirleaf (* 1938)           | Liberia | Frieden                  | „für ihren gewaltfreien Kampf für die Sicherheit von Frauen und für die Frauenrechte, damit diese vollständig Teil haben können an der Friedensbewegung“ | Ellen Johnson-Sirleaf       |
| 2011 | Leymah Gbowee (* 1972)                   | Liberia | Frieden                  | „für ihren gewaltfreien Kampf für die Sicherheit von Frauen und für die Frauenrechte, damit diese vollständig Teil haben können an der Friedensbewegung“ | Leymah Gbowee               |
| 2011 | Tawakkol Karman (* 1979)                 | Jemen | Frieden                  | „für ihren gewaltfreien Kampf für die Sicherheit von Frauen und für die Frauenrechte, damit diese vollständig Teil haben können an der Friedensbewegung“ | Tawakkol Karman             |
| 2013 | Alice Munro (1931–2024)                  | Kanada | Literatur                | „die Meisterin der zeitgenössischen Kurzgeschichte“ | Alice Munro                 |
| 2014 | May-Britt Moser (* 1963)                 | Norwegen | Physiologie oder Medizin | „für Entdeckungen von Zellen die ein Positionierungssystem im Gehirn bilden“ | May-Britt Moser             |
| 2014 | Malala Yousafzai (* 1997)                | Pakistan | Frieden                  | „für ihren Kampf gegen die Unterdrückung von Kindern und jungen Menschen und für das Recht aller Kinder auf Bildung“ | Malala Yousafzai            |
| 2015 | Tu Youyou (* 1930)                       | Volksrepublik China                                                                                              | Physiologie oder Medizin | „für ihre Entdeckungen betreffend eine neuartige Therapie für Malaria“ | Tu Youyou                   |
| 2015 | Swetlana Alexijewitsch (* 1948)          | Belarus | Literatur                | „für ihr vielstimmiges Werk, das dem Leiden und Mut in unserer Zeit ein Denkmal setzt“ | Swetlana Alexijewitsch      |
| 2018 | Donna Strickland (* 1959)                | Kanada | Physik                   | „für bahnbrechende Erfindungen im Bereich der Laserphysik“ | Donna Strickland            |
| 2018 | Frances H. Arnold (* 1956)               | Vereinigte Staaten                                                                                               | Chemie                   | „für die gerichtete Evolution von Enzymen“ | Frances Arnold              |
| 2018 | Nadia Murad (* 1993)                     | Irak | Frieden                  | „für ihren Einsatz gegen sexuelle Gewalt als Waffe in Kriegen und bewaffneten Konflikten“ | Nadia Murad                 |
| 2018 | Olga Tokarczuk (* 1962) (verliehen 2019) | Polen | Literatur                | „für eine erzählerische Vorstellungskraft, die mit enzyklopädischer Leidenschaft Grenzüberschreitungen als Lebensform darstellt“ | Olga Tokarczuk              |
| 2019 | Esther Duflo (* 1972)                    | Frankreich / Vereinigte Staaten                                                                                  | Wirtschaftswissenschaft  | „für ihren experimentellen Ansatz zur Bekämpfung der weltweiten Armut“ | Esther Duflo                |
| 2020 | Andrea Ghez (* 1965)                     | Vereinigte Staaten                                                                                               | Physik                   | „für die Entdeckung eines supermassiven kompakten Objekts im Zentrum unserer Galaxie“ | Andrea Ghez                 |
| 2020 | Emmanuelle Charpentier (* 1968)          | Frankreich | Chemie                   | „für die Entwicklung einer Methode zur Genom-Editierung“ (CRISPR/Cas-Methode) | Emmanuelle Charpentier      |
| 2020 | Jennifer Doudna (* 1964)                 | Vereinigte Staaten                                                                                               | Chemie                   | „für die Entwicklung einer Methode zur Genom-Editierung“ (CRISPR/Cas-Methode) | Jennifer A. Doudna          |
| 2020 | Louise Glück (1943–2023)                 | Vereinigte Staaten                                                                                               | Literatur                | „für ihre unverkennbare poetische Stimme, die mit strenger Schönheit die individuelle Existenz universell macht“ | Louise Glück                |
| 2021 | Maria Ressa (* 1963)                     | Philippinen | Frieden                  | „für ihre Bemühungen um die Wahrung der Meinungsfreiheit, die eine Voraussetzung für Demokratie und dauerhaften Frieden ist“ | Maria Ressa                 |
| 2022 | Carolyn Bertozzi (* 1966)                | Vereinigte Staaten                                                                                               | Chemie                   | „für die Entwicklung der Click-Chemie und der bioorthogonalen Chemie“ | Carolyn Bertozzi            |
| 2022 | Annie Ernaux (* 1940)                    | Frankreich | Literatur                | „für den Mut und die klinische Schärfe, mit der sie die Wurzeln, Entfremdungen und kollektiven Fesseln der persönlichen Erinnerung aufdeckt“ | Annie Ernaux                |
| 2023 | Katalin Karikó (* 1955)                  | Ungarn | Physiologie oder Medizin | „für ihre Entdeckungen zu Nukleosidbasenmodifikationen, die die Entwicklung wirksamer mRNA-Impfstoffe gegen COVID-19 ermöglichten“ | Katalin Karikó              |
| 2023 | Anne L’Huillier (* 1958)                 | Frankreich | Physik                   | „für experimentelle Methoden, die Attosekunden-Lichtimpulse zur Untersuchung der Dynamik von Elektronen in Materie erzeugen“ | Anne L’Huillier             |
| 2023 | Narges Mohammadi (* 1972)                | Iran | Frieden                  | „für ihren Kampf gegen die Unterdrückung der Frauen im Iran und ihren Kampf für die Unterstützung der Menschenrechte und der Freiheit für alle“ | Narges Mohammadi            |
| 2023 | Claudia Goldin (* 1946)                  | Vereinigte Staaten                                                                                               | Wirtschaftswissenschaft  | „weil sie unser Verständnis der Arbeitsmarktergebnisse von Frauen verbessert hat“ | Claudia Goldin              |
| 2024 | Han Kang (* 1970)                        | Südkorea | Literatur                | „für ihre intensive poetische Prosa, die historische Traumata anspricht und die Zerbrechlichkeit menschlichen Lebens aufzeigt“ | Han Kang                    |